# جينيفر ويلسون
جينيفر ويلسون (بالإنجليزية: Jennifer Wilson) هي لاعب هوكي الحقل جنوب أفريقية، ولدت في 27 مارس 1979 في هراري في زيمبابوي. تم تعيينها مدربًا رئيسيًا لمنتخب اسكتلندا بعقد مدته 3 سنوات بدءًا من 1 أغسطس 2018. 

## المسيرة
تنافست ويلسون مع جنوب إفريقيا في ثلاث ألعاب أولمبية: دورة الألعاب الأولمبية الصيفية 2004 و 2008 و 2012. كما شاركت في ثلاث بطولات لكأس العالم للهوكي وثلاث مباريات في ألعاب الكومنولث.

## التدريب
في الفترة من 2015 إلى 2017 كانت مساعدة مدرب اسكتلندا.
عملت سابقًا كمدرب رئيسي لفريق أشفورد للرجال في دوري كينت/سوسكس ودوري الجنوب الأول ولاحقًا مع نادي كانتربري في دوري الدرجة الأولى لهوكي السيدات وفي كأس أبطال الأندية الأوربية (للسيدات).
في الموسم 2019/20، تشغل ويلسون منصب المدرب الرئيسي لفريق سيفنوكس في دوري السيدات الجنوبي، بالإضافة إلى دورها بدوام جزئي كمدرب رئيسي لمنتخب اسكتلندا.

## وصلات خارجية
- جينيفر ويلسون على موقع الاتحاد الدولي للهوكي (الإنجليزية)
- جينيفر ويلسون على موقع اللجنة الأولمبية الدولية (الإنجليزية)
- جينيفر ويلسون على موقع أوليمبيديا (الإنجليزية)
- جينيفر ويلسون على موقع دورة ألعاب الكومنولث 2006 (مؤرشف) (الإنجليزية)